# Öronmask
Öronmask (svensk översättning av tyskans Ohrwurm) eller hjärnmask är ett stycke musik som fastnar i ens huvud så att man verkar höra det, även när det inte spelas.
Enligt forskning är det inte samma låtar som fastnar hos alla människor och musiker drabbas mer sällan än andra. 90 procent drabbas av öronmaskar minst en gång i veckan och 15 procent uppger att de är störande.